# Pulitzer Prize for Breaking News Photography

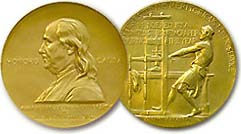
Zlatá Pulitzerova medaile pro laureáty

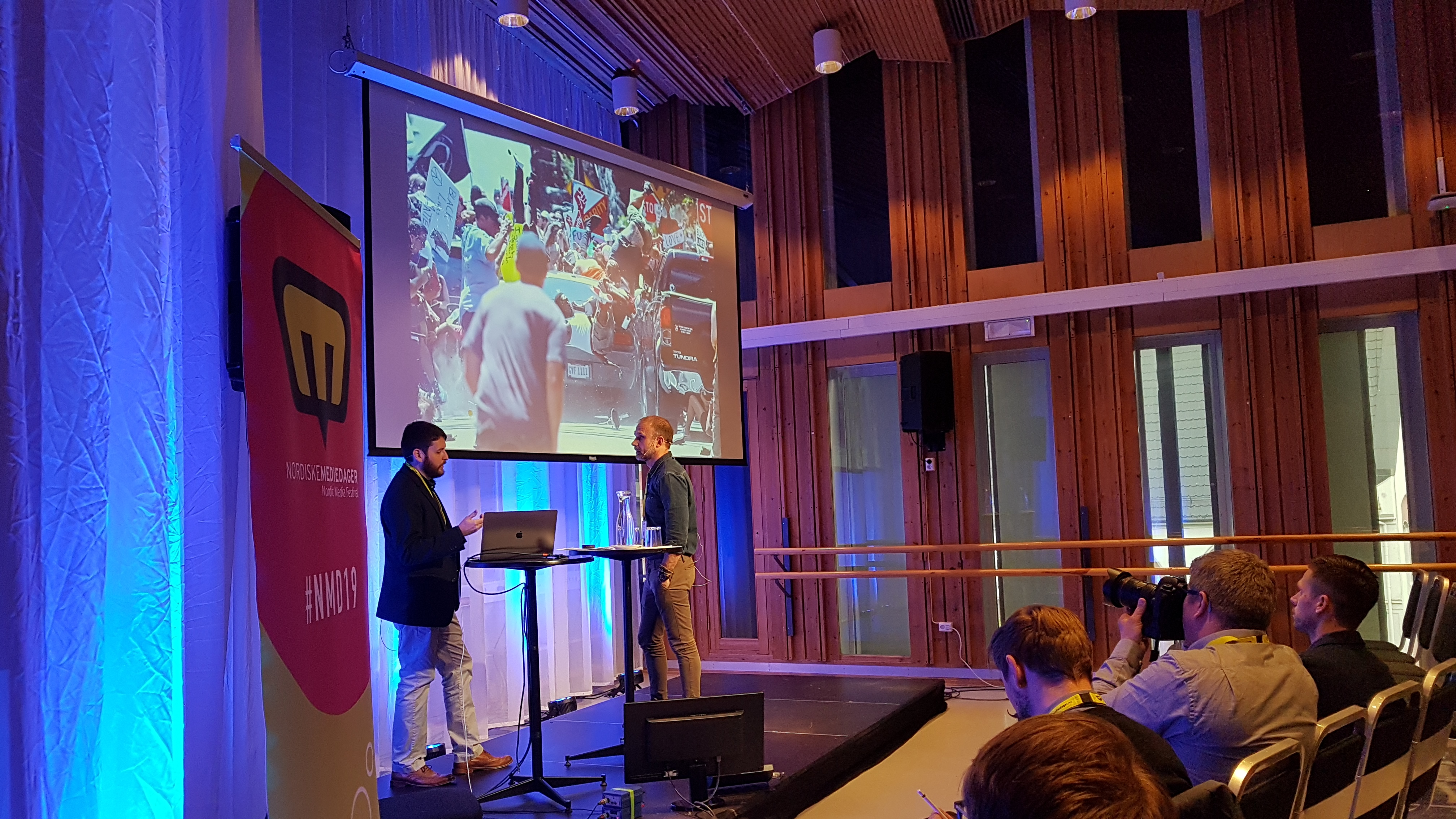
Ryan Kelly získal ocenění v roce 2018. Na snímku přednáší, v pozadí fotografie z automobilového útoku během protestu v Charlottesville.

Ocenění Pulitzer Prize for Breaking News Photography je součástí Pulitzerovy ceny od roku 2000 a je udělováno za významný přínos v černobílé nebo barevné fotografii. Od roku 1969 se jediná kategorie – Pulitzer Prize for Photography – rozdělila na spot news (od roku 2000 breaking news) a feature photography. Pulitzerova komise s oceněním vydává také oficiální zprávu vysvětlující důvody pro udělení.

## Vítězové
- 2000: Fotografové denverské společnosti Rocky Mountain News, „za fotografickou dokumentaci studentů po střeleckém masakru na Columbine High School poblíž Denveru.“ (fotografie)[1]

- 2001: Alan Diaz, Associated Press, „za fotografii federálního agenta při přebírání Eliána Gonzáleze z domova jeho strýce.“(fotografie)[2]

- 2002: Fotografové The New York Times, „za reportáž z teroristických útoků z 11. září na World Trade Center.“ (fotografie)[3]

- 2003: Fotografové Rocky Mountain News, „za silné, nápadité fotografické pokrytí lesních požárů v Coloradu.“ (fotografie)[4]

- 2004: David Leeson a Cheryl Diaz Meyer, The Dallas Morning News, „za výmluvné fotografie zachycující násilí a hloubku válku v Iráku.“ (fotografie)[5]

- 2005: Anja Niedringhaus a další fotografové Associated Press, „za úžasné série fotografií celoročního krvavého boje v iráckých městech.“ (fotografie)[6]

- 2006: Fotografové Dallas Morning News, „za živé fotografie zachycující chaos a bolest po hurikánu Katrina, který zachvátil New Orleans.“ (fotografie)[7]

- 2007: Oded Balilty, The Associated Press, „za jeho silnou fotografii osamocené židovské ženy vzpírající se izraelským bezpečnostním složkám, které odstraňují nelegální osadníky na Západním břehu.“ (fotografie)[8]

- 2008: Adrees Latif, Reuters, „za jeho dramatickou fotografii japonského filmaře Kenji Nagaie ležícího smrtelně raněného na chodníku během barmských pouličních protivládních protestů v roce 2007 v Myanmaru.“[9] (fotografie)[10]

- 2009: Patrick Farrell, The Miami Herald, „za jeho provokativní, dokonale komponované obrazy zoufalství po hurikánu Ike a dalších smrtících bouří, které způsobily humanitární katastrofu na Haiti.“ (fotografie)[11]

- 2010: Mary Chind, The Des Moines Register, „za fotografii okamžiku zástavy srdce ve chvíli, kdy se záchranář visící v provizorním závěsu snaží zachránit ženu uvězněnou ve zpěněné vodě pod přehradou.“ (fotografie)[12]

- 2011: Carol Guzy, Nikki Kahn a Ricky Carioti, The Washington Post, „za detailní zpodobnění smutku a zoufalství po katastrofálním zemětřesení, které zasáhlo Haiti.“ (fotografie)[13]

- 2012: Masúd Husajní, Agence France-Presse „za jeho srdceryvnou fotografii plačící dívky poté, co sebevražedný atentátník zaútočil na přeplněnou svatyni v Kábulu.“ (fotografie)[14]

- 2013: Argentinec Rodrigo Abd a jeho partneři z The Associated Press, Narciso Contreras, Khalil Hamra, Manu Brabo a Muhammed Muheisen „za působivou dokumentaci občanské války v Sýrii“.

- 2014: Tyler Hicks z The New York Times, „za odvážný dokument smrtelného teroristického útoku v nákupním centru v Nairobi.“

- 2015: fotografové St. Louis Post-Dispatch „za silné obrazy zoufalství a hněvu ve Fergusonu, ohromující fotožurnalismus, který o této události informoval.“[15]

- 2016: Mauricio Lima, Sergey Ponomarev, Tyler Hicks a Daniel Etter z The New York Times „za fotografie, které zachytily odhodlání uprchlíků, úskalí na cestách a životní zápas v hostitelských zemích.“[16]

- 2017: Daniel Berehulak, fotograf na volné noze „za silný obrazový příběh publikovaný v The New York Times, ukazující na bezohledné ignorování lidského života na Filipínách v důsledku vládního útoku na prodejce a uživatele drog.“[17]

- 2018: Ryan Kelly z The Daily Progress, za „mrazivý obraz popírající pud sebezáchovy fotografa, který se soustředil na zachycení okamžiku automobilového útoku během protestu v Charlottesville.“[18]

- 2019: fotografové zpravodajské agentury Reuters (Spojené království) za poutavý a děsivý vizuální popis naléhavosti, zoufalství a smutku migrantů, kteří cestují z Jižní Ameriky a Střední Ameriky do Spojených států. Tuto zprávu nazvali On the Migrant Trail to America (Na cestě migrantů do Ameriky), a na sérii se podílelo 11 fotografů z agentury: Mike Blake, Lucy Nicholson, Loren Elliott, Edgard Garrido, Adrees Latif, Goran Tomasevic, Kim Kyung Hoon, Alkis Konstantinidis, Carlos Garcia Rawlins, Carlos Barria a Ueslei Marcelino.[19].

- 2020: Tyrone Siu, Ammar Awad, Athit Perawongmetha, Willy Kurniawan, Thomas Peter, Susana Vera, Kai Pfaffenbach, Anushree Fadnavis, Jorge Silva, Adnan Abidi, Leah Millis, fotografové agentury Reuters za dokumentaci protestů v Hongkongu 2019–2020.[20][21]

- 2021: Fotografové Associated Press, "For a collection of photographs from multiple U.S. cities that cohesively captures the country's response to the death of George Floyd."[22]

- 2022:
  - Marcus Yam of the Los Angeles Times, "For raw and urgent images of the U.S. departure from Afghanistan that capture the human cost of the historic change in the country."
  - Win McNamee, Drew Angerer, Spencer Platt, Samuel Corum and Jon Cherry of Getty Images, "For comprehensive and consistently riveting photos of the attack on the U.S. Capitol."[23]

- 2023: Fotografové pracující pro The Associated press: Jevhen Maloljetka, Felipe Dana, Emilio Morenatti, Rodrigo Abd, Nariman El-Mofty, Vadim Ghirda a Bernard Armangue "Jako uznání 15 velmi žhavých a kritických snímků, které v reálném čase vykreslily devastující lidskst války na Ukrajině".[24]